# Eusaproecius laticeps
Eusaproecius laticeps är en skalbaggsart som beskrevs av D'orbigny 1908. Eusaproecius laticeps ingår i släktet Eusaproecius och familjen bladhorningar. Inga underarter finns listade i Catalogue of Life.